# Corynidae
Corynidae is een familie van neteldieren uit de klasse van de Hydrozoa (hydroïdpoliepen). 

## Geslachten
- Bicorona Millard, 1966
- Cladosarsia Bouillon, 1978
- Codonium Haeckel, 1879
- Coryne Gaertner, 1774
- Dicyclocoryne Annandale, 1915
- Dipurenella Huang, Xu & Guo, 2011
- Nannocoryne Bouillon & Grohmann, 1994
- Polyorchis A. Agassiz, 1862
- Sarsia Lesson, 1843
- Scrippsia Torrey, 1909
- Slabberia Forbes, 1846
- Spirocodon Haeckel, 1880
- Stauridiosarsia Mayer, 1910